# Бутенки (Ростовская область)
Бутенки — хутор в Неклиновском районе Ростовской области.
Входит в состав Большенеклиновского сельского поселения.

## Население
| 2010 |
| ---- |
| 53   |

## Улицы
- ул. Северная,
- ул. Центральная,
- пер. Южный.